# Newchurch (île de Wight)
Pour les articles homonymes, voir Newchurch.
Newchurch est un village et une paroisse civile de l’île de Wight, en Angleterre.